# John Garand
John Cantius Garand (1. januar 1888 i St. Remi – 16. februar 1974) var berømt for at have skabt M1 Garand, der var den første semi-automatisk riffel der blev brugt som standardvåben i en hær. Han blev født i en canadisk-fransk familie, og som barn flyttede han til Connecticut i USA.